# Leonor Teles
Leonor Diogo Vitorino Teles (Vila Franca de Xira, 28 de abril de 1992) es una directora de cine portuguesa que en 2016 se convirtió en la directora novel más joven en recibir un Oso de oro al mejor cortometraje en Festival Internacional de Cine de Berlín.

## Biografía
Teles nació en Vila Franca de Xira en 1992. Hija de padre gitano, de Vila Franca de Xira y madre no gitana, la antropóloga Lígia Vitorino.
Creció en esta tierra, donde fue a la escuela. Se graduó en Dirección y Cinematografía en la Escuela Superior de Teatro y Cine y tiene un máster en Audiovisual y Multimedia de la Escola Superior de Comunicação Social del Instituto Politécnico de Lisboa.
Su primera película fue el documental Rhoma Acans de 2013, donde exploraba sus raíces gitanas, conociendo la historia de su abuela y bisabuela paternas. Estos vivían de forma independiente dentro de la comunidad gitana.
Fue la directora más joven en recibir un Oso de Oro a cortometrajes en el Festival Internacional de Cine de Berlín, por el cortometraje Balada de um Batráquio. La película de 11 minutos retrata la tradición portuguesa de colocar ranas en la puerta de las tiendas para evitar que entren los gitanos, al final, el director rompe las ranas en la puerta de las tiendas, en un acto de vandalismo.

## Filmografía
Dirigió las películas:
- Las cosas de los otros (2012);
- Extrañamiento (2013);
- Rhoma Acans (2013);
- El lugar donde los zorros dan las buenas noches (2014);
- Otorrinolaringólogo (2015);
- Ballad of a Batrachian (2015) - corto;
- Maldito verano (2017);
- Tierra libre (2018)
- Perros que ladran a los pájaros (2019)

## Premios
- ¡Llévate un premio! en Curtas Vila do Conde (2013);
- Prix International de la Scam - Festival Cinéma du Réel en París (2018);
- Oso de Oro, Festival de Cine de Berlín, al Mejor Cortometraje (2016)
- Premio Firebird al Mejor Cortometraje en el Festival Internacional de Cine de Hong Kong (2016);
- Mejor Cortometraje en el Festival Internacional de Cortometrajes de Belo Horizonte (2016);
- Premio Cervantes al Cortometraje Más Innovador en el Festival Medfilm (2016);
- Medalla de Oro Municipal al Valor Cultural (Ayuntamiento de Vila Franca de Xira) (2016);
- Prix International de la Scam (premio del jurado) - Festival Cinéma du Réel en París (2018);
- Premio de la Ciudad de Amiens (2018);
- Premio al Mejor Largometraje de Ficción y Premio Dom Quijote del Jurado FICC en la 24ª edición del Festival Caminhos Cinema Português.